# Morgan Tsvangirai
Morgan Richard Tsvangirai (Gutu, Dél-Rhodesia, 1952. március 10. – Johannesburg, Dél-afrikai Köztársaság, 2018. február 14.) zimbabwei politikus, 2009 és 2013 között az ország miniszterelnöke. Az általa alapított Mozgalom a Demokratikus Változásért (Movement for Democratic Change – MDC) elnevezésű párt vezetőjeként Robert Mugabe államelnök legnagyobb politikai ellenfele volt évtizedeken át.

## Magánélete
A karanga sona származású Tsvangirai kilenc gyermekes gazdálkodó szülők legidősebb gyermekeként született 1952-ben. Iskolái elvégzése után a bányaiparban helyezkedett el. Első felesége Susan Mhundwa volt, akivel 1978-ban házasodtak össze. Hat gyermekük született. A pár 2009-ben, Tsvangirai miniszterelnökké történő megválasztása után nem sokkal, súlyos autóbalesetet szenvedett, amely során az asszony életét vesztette. Tsvangirai 2012 szeptemberében feleségül vett egy háromgyermekes elvált nőt, Elizabeth Macheka-t, akitől egy gyermeke született.

## Politikai pályafutása
Miután 1980-ban Zimbabwe hosszas harcok után elnyerte függetlenségét, lebontva az addigi apartheid-rendszert, a 28 éves Tsvangirai tagja lett a kormányzó Zimbabwei Afrikai Nemzeti Unió (ZANU) pártnak. Ekkor még Mugabe miniszterelnök elkötelezett támogatójának számított, s fokozatosan haladt előre a párthierarchiában. Párttagként a bányaszakszervezet tevékenységét felügyelte, amelynek később elnökeként működött. 1989-ben a Zimbabwe Congress of Trade Unions (ZCTU) nevű szakszervezeti-konföderáció főtitkára lett. Vezetése alatt a ZCTU fokozatosan eltávolodott az állampárt irányvonalától, és Tsvangirai a Mugabével szembeni kritikus hangok legnagyobb szószólója lett. Tsvangirai már az 1980-as évek közepén hevesen ellenezte a gukurahundit, amely során a kormánypárt által feltüzelt milíciák etnikai tisztogatásokat hajtottak végre az ndebele közösségek ellen.
Tsvangirai 1997-ben vezető szerepet vállalt a megalakuló Nemzeti Alkotmányozó Gyűlés (NDC) civilszervezet munkájában, amely az állampárttal szemben kritikus értelmiséget és ellenzékieket fogta össze. 1999-ben megalapította a Mozgalom a Demokratikus Változásért (MDC) nevű formációt, amely a következő években a Mugabe-rezsim legfőbb ellenzéki pártjává nőtte ki magát. Tsvangirai és pártjának jelentős szerepe volt abban, hogy Mugabe nem tudta keresztülvinni azt az alkotmánymódosítást, amely törvényesen felhatalmazta volna a kormányt a fehér farmerek által birtokolt földek kárpótlás nélküli államosítására. A 2000 februári népszavazás bukása nagy kudarc volt a diktátor számára. A 2002-es elnökválasztáson Tsvangirai volt az MDC jelöltje: 42%-ot ért el, erre Mugabe 1980-as országlása óta egy ellenjelölt sem volt képes. A Brit Nemzetközösség, valamint számos szakértő és ellenzéki politikus csalásokkal vádolta a kormányt.
Ahogy egyre fontosabb szereplő lett az ellenzéki térfélen, Tsvangirai-nak számos letartóztatással és hatósági eljárással kellett szembenéznie; először nem sokkal a 2000-es népszavazási kudarc után rabosították államellenes cselekmények vádjával, majd 2003 májusában egy Mugabét kritizáló nyilatkozata miatt került a rács mögé néhány nap erejéig. 2004-ben hamisan megvádolták, hogy az elnök ellen merényletet tervezett a 2002-es elnökválasztások második fordulójának napján. A vádak alól felmentették. Védelmét olyan nemzetközileg ismert emberjogi ügyvédek látták el, mint George Bizos és Walter Sisulu. 2007 márciusi letartóztatása már nemzetközi visszhangot keltett: Tsvangirai-t rabosítása után súlyosan bántalmazták, a sérüléseiről kiszivárgott felvételek bejárták a világsajtót. Szabadon engedése után nem sokkal az MDC pártszékházát is megromahozta a hararei rendőrség, és mások mellett ismét letartóztatták, megakadályozva a tervezett nemzetközi sajtótájékoztató megtartását.

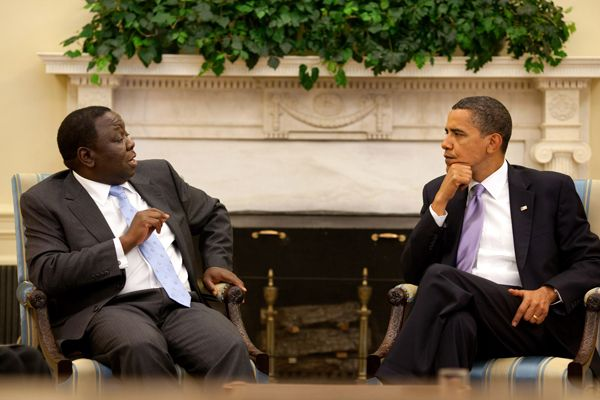
Tsvangirai Barack Obama amerikai elnökkel tárgyal 2009 júniusában

A 2008-as elnökválasztások során ismét ő volt Mugabe legfőbb kihívója. A hivatalos tájékoztató szerint Tsvangirai megnyerte az első fordulót a szavazatok 48%-ával, de mivel egyik jelölt sem érte el az abszolút többséget, második fordulót kellett tartani. Az ellenzéki pártelnök vitatta a hivatalos eredményeket; saját számításaik szerint Tsvangirai meghaladta az 50%-ot. A következő hónapok súlyos visszaélésekről szóltak, mindennaposak voltak az összecsapások, a razziák és a bírósági végzés nélküli rabosítások. 2008 júniusában az elnökjelölt Tsvangirai-t szintén letartóztatták. Ilyen körülmények között az MDC bojkottra szólított fel. A második fordulóban Tsvangirai mindössze 9%-ot kapott, miközben Mugabe megnyerte az elnökválasztást. A nemzetközi közösség vitatta az eredmények legitimitását. Mivel az egyidejűleg megtartott parlamenti választásokon az MDC – története során – megelőzte a ZANU–PF-et az alsóház mandátumainak számában (miközben a szenátusban Mugabe megtartotta többségét), a nemzetközi szervezetek nyomás alá helyezték Mugabét, aki így tárgyalásokba kezdett Tsvangirai-val egy egységkormány létrehozása céljából Thabo Mbeki volt dél-afrikai elnök közvetítésével. 2008 szeptemberében Mugabe és Tsvangirai is aláírta a dokumentumot, az egyezmény értelmében Tsvangirai számára felújították az 1987-ben megszűnt miniszterelnöki pozíciót.